# Ёжевское (сельское поселение)
Ёжевское — упразднённое муниципальное образование со статусом сельского поселения в составе Юкаменского района Удмуртии.
Административный центр — село Ёжево.
К 18 апреля 2021 года было упразднено в связи с преобразованием района в муниципальный округ.

## Состав
В состав сельского поселения входили 14 населённых пунктов:
- село Ёжево
- деревня Балы
- деревня Матвеево
- деревня Починки
- деревня Татарские Ключи
- деревня Пасшур
- деревня Сидорово
- деревня Тылыс
- деревня Бугашур
- деревня Верхняя Пажма
- деревня Нижняя Пажма
- деревня Кычен
- деревня Усть-Лем
- починок Ёжевский

## Население
| 2010  | 2012  | 2013  | 2014  | 2015  | 2016  | 2017  |
| ----- | ----- | ----- | ----- | ----- | ----- | ----- |
| 1346  | ↘1283 | ↘1222 | ↘1159 | ↘1140 | ↘1108 | ↘1098 |
| 2018  | 2019  | 2020  |       |       |       |       |
| ↘1075 | ↘1058 | ↘1002 |       |       |       |       |